# Casa Magdalena Mercadé
La Casa Magdalena Mercadé és un edifici de Tarragona catalogat com a Bé Cultural d'Interès Local.

## Descripció
Consta de planta baixa, entresol i tres pisos. Els baixos han estan transformats. A la façana destaquen els carreus. Cada planta està clarament diferenciada per una imposta escorreguda que, al mateix temps, decora l'edifici. Consta de tres obertures per planta i, al primer pis, el balcó és escorregut i decorat amb ferro forjat de molt bona qualitat on s'hi representen motius que volen imitar les formes de fullaraca.
Els baixos tenen un revestiment que imita carreus de pedra. Hi sobresurten les proporcions i el volum propi de la zona de la Rambla Nova.